# St. Paul, Iowa
St. Paul är en ort i Lee County i Iowa. Vid 2010 års folkräkning hade St. Paul 129 invånare.